# Gilbert Murray
George Gilbert Aimé Murray (2 de enero de 1866 – 20 de mayo de 1957) fue un estudioso de literatura clásica e intelectual británico nacido en Australia, con conexiones en diversas esferas. Fue un destacado estudioso y erudito del lenguaje y cultura de la Antigua Grecia, probablemente la autoridad máxima en la primera mitad del siglo XX. Su persona sirvió de base para el personaje de Adolphus Cusins en la obra de teatro de George Bernard Shaw Major Barbara, y también aparece en la obra de teatro de Tony Harrison Fram.

## Biografía
Nacido George Gilbert Aimé Murray  en Sídney, Nueva Gales del Sur, Australia. Su padre, Sir Terence Aubrey Murray, quien fallece en 1873, había sido un miembro del parlamento de Nueva Gales del Sur; su madre fue, Agnes Ann Edwards, administró una escuela de mujeres en Sídney. Luego en 1877, Agnes emigró con Gilbert al Reino Unido, donde fallece en 1891.
Gilbert concurrió al Merchant Taylors' School y St John's College, Oxford.
Con su esposa, Lady Mary, Murray fue miembro fundador en 1942 del Oxford Committee for Famine Relief, más tarde conocido como Oxfam.

## Obra

### Traducciones
- Andrómaca (1900)
- Edición en texto de la obra de Eurípides, Fabulae, en tres volúmenes (OCT. 1901, 1904, 1910)
- Eurípides: Hipólito; Las bacantes (1902)[4]
- Aristófanes: Las ranas (1902)[4]
- Las troyanas de Eurípides (1905)
- Electra de Eurípides (1905)
- Medea de Eurípides (1910)
- Ifigenia entre los tauros (1911)
- Edipo rey (1911)
- La historia de Nefrekepta: De un papiro demótico (1911)
- Reso de Eurípides (1913)
- Andrómaca (1913)
- Alcestis (1915)
- Agamenón (1920)
- Las coéforas (1923)
- Euménides de Esquilo (1926)
- La Orestíada (1928)
- Las suplicantes (1930)
- Los siete contra Tebas (1935)
- Edición en texto de la obra de Esquilo, Septem quae supersunt Tragoediae (OCT. 1937. 1955)
- Los persas (1939)
- Antígona (1941)
- El rapto de los rulos: El Perikeiromene de Meandro (1942)
- Quince obras griegas (1943) con otros autores
- El arbitraje: el Epitrepontes de Menander (1945)
- Edipo en Colono (1948)
- Las aves (1950)
- Ion de Eurípides (1954)
- Obras selectas de Eurípides (1954)
- Los caballeros (1956)

### Estudios clásicos
- El sitial del griego en la educación (1889) Disertación Inaugural
- Historia de la literatura griega antigua (1897)
- El surgimiento de la épica griega (1907) tercera edición (1924) Harvard University lectures
- Escritos históricos griegos, y Apolo: Dos disertaciones (1908) con Ulrich von Wilamowitz-Moellendorff
- La interpretación de la literatura griega antigua (1909) Inaugural Lecture
- Literatura griega antigua (1911)
- Literatura inglesa y los clásicos (1912) sección sobre Tragedia, editor George Stuart Gordon
- Cuatro etapas de la religión griega (1913)
- Eurípides y su época (1913) en la Home University Library
- Hamlet y Orestes: Un estudio de tipos tradicionales (1914) Annual Shakespeare Lecture 1914
- La filosofía estoica (1915) Conway Lecture
- Aristófanes y el partido de la guerra, Estudio sobre la crítica contemporánea de la guerra del Peloponeso (1919) Creighton Lecture 1918, Nuestra Gran guerra y la Gran guerra de los antiguos griegos (US, 1920)
- Pensamiento histórico griego: desde Homero hasta la era de Heraclio (1924) con Arnold J. Toynbee
- Cinco etapas de la religión griega (1925)
- La tradición clásica en poesía (1927) Charles Eliot Norton Lectures
- Aristófanes: Un estudio (1933)
- Esquilo: El creador de la tragedia (1940)
- la esposa de Heracles (1947)
- Estudios griegos (1947)
- Helenismo y el mundo moderno (1953) charlas por radio

Festschrift
- La poesía griega y la vida, ensayos presentados por Gilbert Murray en su cumpleaños 70, 2 de enero 1936 (1936)

### Otros trabajos
- Gobi o Shamo novela (1889)
- Carlyon Sahib, drama en cuatro actos (1899)
- Liberalismo y el Imperio: Tres ensayos con Francis W. Hirst y John L. Hammond (1900)
- Ideas sobre la guerra panfleto (1914)
- La política extranjera de Sir Edward Grey, 1906–1915 online text (1915)
- Problemas éticos de la guerra an address (1915)
- Herd Instinct and the War A Lecture reprinted in The International Crisis in Its Ethical and Psychological Aspects (1915)
- Como es posible que la guerra esté bien? Oxford Pamphlets No 18/Ist Krieg je berechtigt?/La guerre. Peut-elle jamais se justifier? (1915)
- Impressions of Scandinavia in War Time (1916) panfleto, reprint from the Westminster Gazette
- Estados Unidos y la guerra panfleto (1916)
- The Way Forward: Tres artículos sobre política liberal panfleto (1917)
- La política del mar de Gran Bretaña - Una respuesta a la crítica norteamericana panfleto, reprinted from The Atlantic Monthly (1917)
- Fe, Guerra y Política (1917)
- The League of Nations and the Democratic Idea (1918)
- Religio Grammatici: The Religion Of A Man Of Letters Presidential Address to the Classical Association 8 January 1918 (1918)
- Foreword to My Mission to London 1912–1914 by Prince Lichnowsky, the German ambassador in London who had warned Berlin that Britain would fight in August 1914. Cassel & Co. London. (1918)
- Satanism and the World Order Adamson Lecture (1920)
- The League of Nations and its Guarantees League of Nations Union pamphlet (1920)
- Essays and Addresses (1921)
- The Problem of Foreign Policy: A Consideration of Present Dangers and the Best Methods for Meeting Them (1921)
- Tradition and Progress (1922)
- The Ordeal of This Generation: The War, the League and the Future Halley Stewart Lectures 1928 (1930)
- Augustan Book of Poetry volume 41 (1931)
- The Intelligent Man's Way To Prevent War with others (1933)
- Problems of Peace (Eighth Series) with others (1933)
- Then and Now (1935)
- Liberality and Civilisation 1937 Hibbert Lectures (1938)
- Stoic, Christian and Humanist (1940)
- The Deeper Causes of the War and its Issues with others (1940)
- World Order Papers, No. 2 (1940) panfleto, The Royal Institute of International Affairs
- Anchor of Civilisation Philip Maurice Deneke Lecture (1942)
- A Conversation with Bryce James Bryce Memorial Lecture (1943)
- Myths and Ethics, or Humanism and the World's Need Conway Hall lecture (1944)
- Humanism: Three B.B.C. talks con Julian Huxley and Joseph Houldsworth Oldham (1944)
- Victory and After (1945)
- From the League to the U.N. (1948)
- Spires of Liberty et al. (1948)
- Andrew Lang: The Poet Andrew Lang Lecture 1947 (1948)
- The Meaning of Freedom ensayos, et al. (1956)
- Humanist Essays taken from Essays and Addresses, Stoic, Christian and Humanist (1964)